# عسبة (بني مطر)

تعديل مصدري - تعديل

عسبة هي إحدى قرى عزلة الحدب بمديرية بني مطر التابعة لمحافظة صنعاء، بلغ تعداد سكانها 499 نسمة حسب تعداد اليمن لعام 2004.